# Ефективність виробництва
Ефекти́вність виробни́цтва — найважливіша якісна характеристика господарювання на всіх рівнях.
Під економічною ефективністю виробництва розуміється ступінь використання виробничого потенціалу, що виявляється співвідношенням результатів і витрат суспільного виробництва. Чим вище результат при тих самих витратах, тим швидше він зростає в розрахунку на одиницю витрат суспільно необхідної праці, та чим менше витрат на одиницю корисного ефекту, тим вище ефективність виробництва. Узагальнюючим критерієм економічної ефективності суспільного виробництва виступає рівень продуктивності суспільної праці.
Ефективність виробництва — це показник діяльності виробництва по розподілу й переробці ресурсів із метою виробництва товарів. Ефективність можна вимірити через коефіцієнт — відношення результатів на виході до ресурсів на вході чи через обсяги випуску продукції, її номенклатури.

## Економічна сутність і загальна методологія визначення видів ефективності
Процес виробництва на будь-якому підприємстві здійснюється при визначеній взаємодії трьох визначальних його факторів: персоналу (робочої сили), засобів праці й предметів праці. Використовуючи наявні засоби виробництва, персонал виробляє суспільно корисну продукцію чи виробничі й побутові послуги. Це означає, що, з одного боку, мають місце витрати живої й упредметненої праці, а з іншого — результати виробництва. Останні залежать від масштабів застосовуваних засобів виробництва, кадрового потенціалу й рівня їхнього використання.